# فرودگاه آمدرما
فرودگاه آمدرما (به روسی: Амдерма) فرودگاهی عمومی نظامی واقع در ناحیه خودگردان ننتس در کشور روسیه است که توسط Federal State Unitary Enterprise "Airport Amderma" اداره می‌شود.

## شرکت‌های هواپیمایی و مقصدهای پروازی
| شرکت‌های هواپیمایی | مقصدهای پروازی |
| ----------------- | -------------- |
| Nordavia          | ناریان-مار     |